# Carditopsis bernardi
Carditopsis bernardi är en musselart som först beskrevs av Dall 1903.  Carditopsis bernardi ingår i släktet Carditopsis och familjen Condylocardiidae. Inga underarter finns listade i Catalogue of Life.